# مو کیوکا
مو کیوکا (به ژاپنی: 清岡もえ،  زادهٔ ۹ اکتبر ۲۰۰۳) یک کشتی‌گیر آزادکار اهل کشور ژاپن است.
از افتخارات وی می‌توان به کسب مدال طلا قهرمانی کشتی جهان ۲۰۲۴ اشاره کرد.